# Chapelle russe de Vršič
Le Chapelle russe de Vršič est une construction de la Première Guerre mondiale, situé à Kranjska Gora, Slovénie, dans la passe de Vršič construit par des prisonniers de guerre russes. Elle fait partie du chemin de la Paix des Alpes à l'Adriatique - Héritage de la Première Guerre mondiale sous le numéro 6077.

## Historique
Pendant la Première Guerre mondiale, des prisonniers de guerre étaient confinés ici et fabriquèrent la chapelle saint Vladimir. Devant l'importance stratégique de la région l'Empire autros-hongrois a mobilisé des prisonniers pour construire une route menant au front.

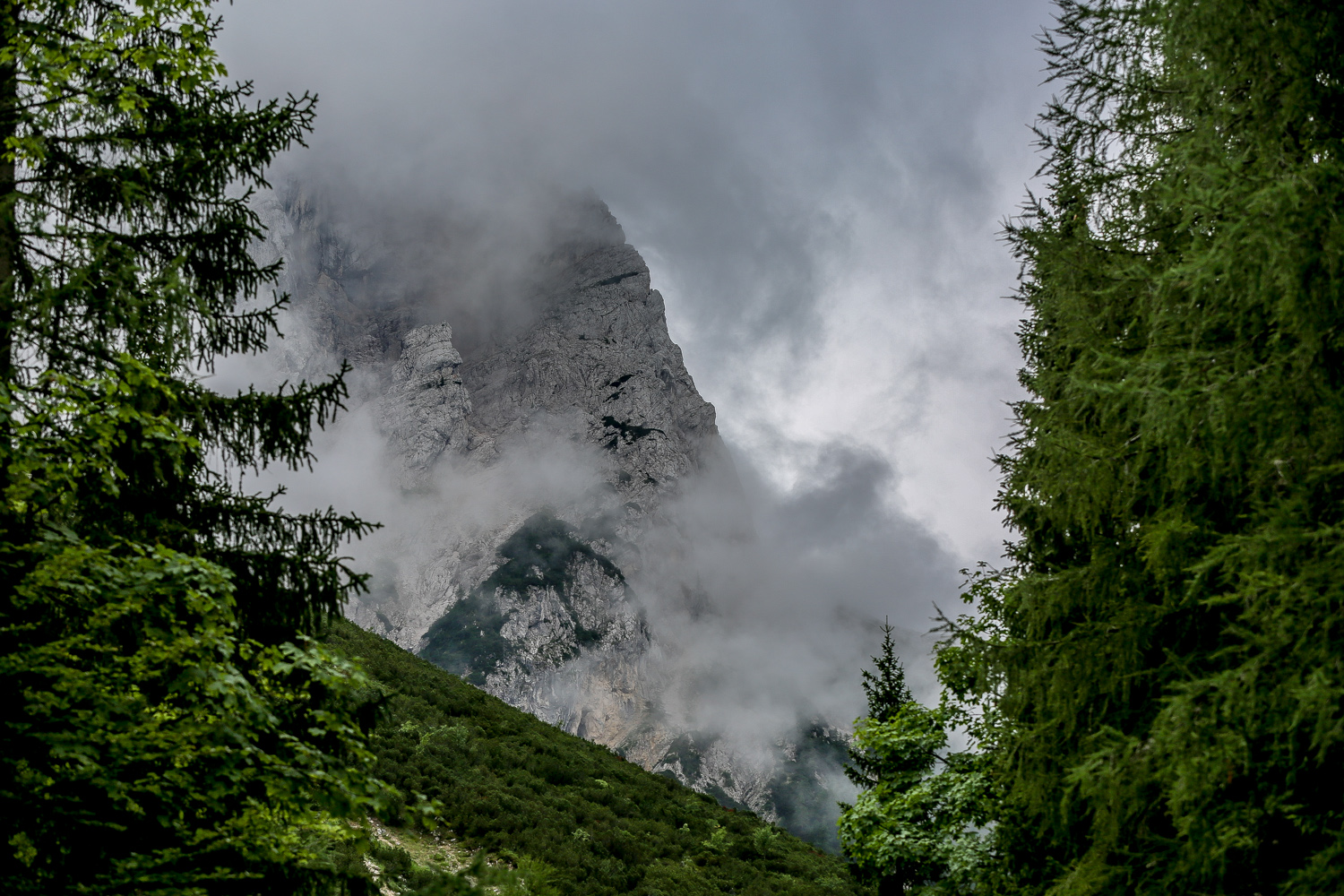
La passe.
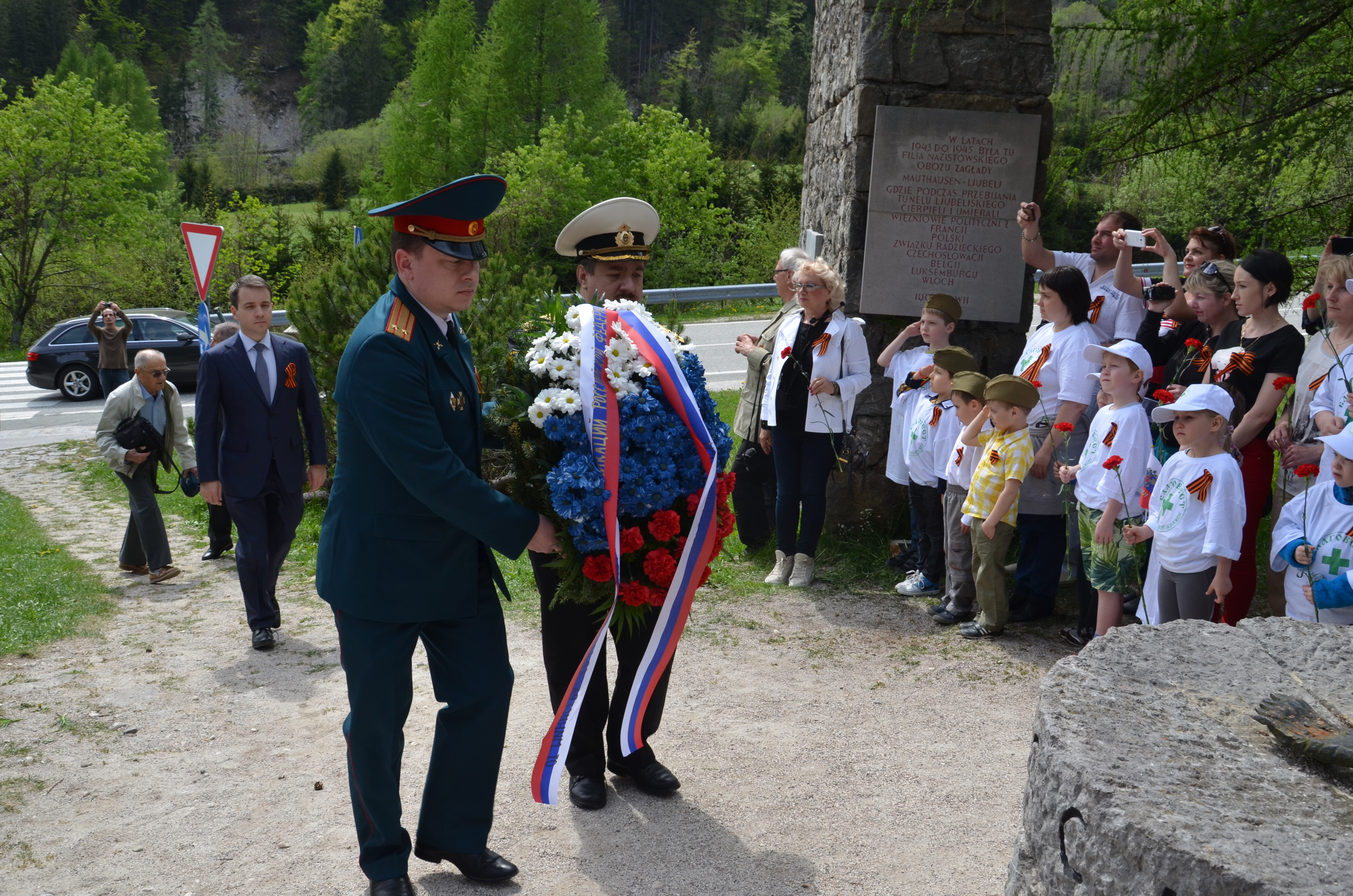
Commémoration en 2015.
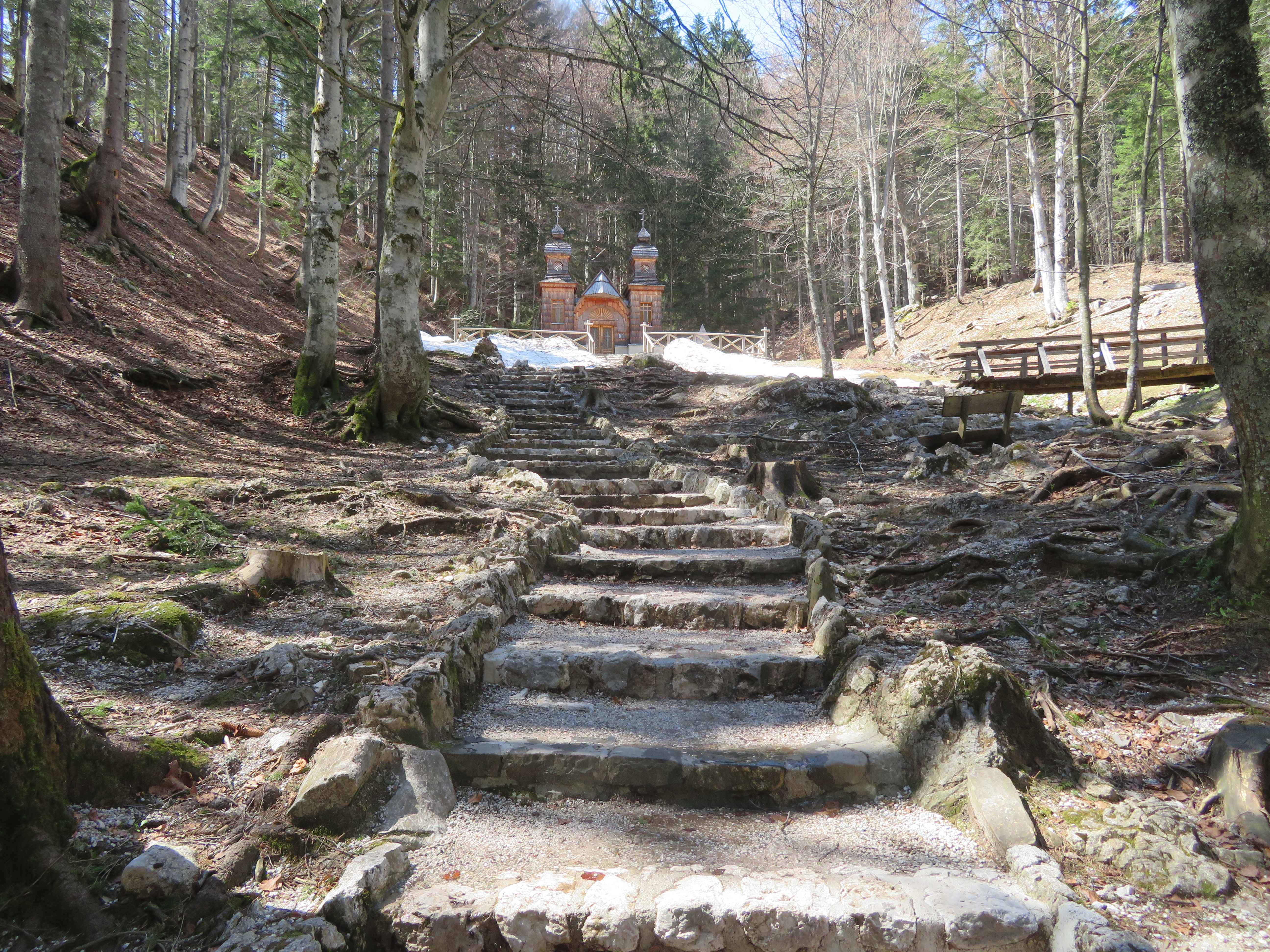
le chemin en 2018.
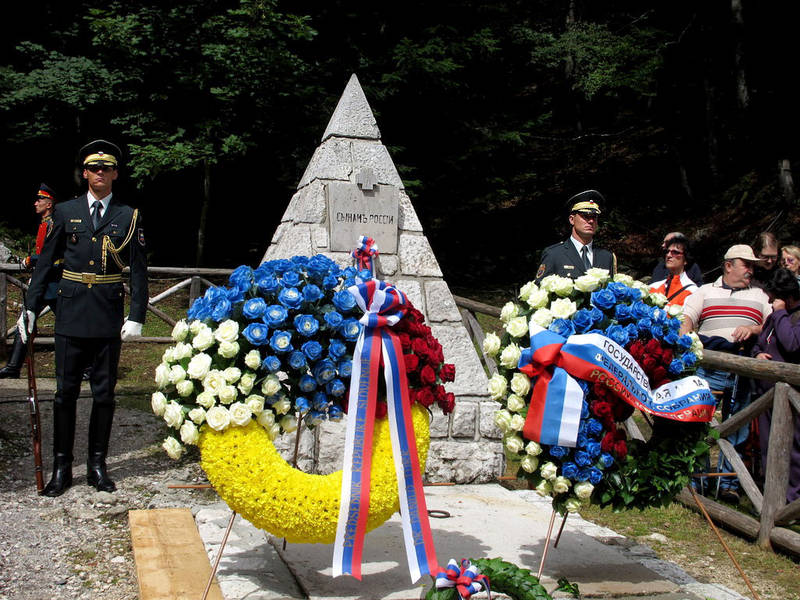
La pyramide.

Le lieu possède aussi une pyramide qui commémore le décès de soldats russes morts lors d'une avalanche de 1916.